# Muara Sanding
Muara Sanding is een bestuurslaag in het regentschap Garut van de provincie West-Java, Indonesië. Muara Sanding telt 9943 inwoners (volkstelling 2010).